# Primera División (Schach) 1982
Die Primera División (Schach) 1982 war die höchste Spielklasse der 26. spanischen Mannschaftsmeisterschaft im Schach und wurde mit zehn Mannschaften ausgetragen. Meister wurde der Titelverteidiger CE Vulcà Barcelona, aus der Segunda División waren CA Nifsa Las Palmas und CA Michelin Valladolid aufgestiegen. Während Las Palmas den Klassenerhalt erreichte, stieg Valladolid zusammen mit CE Terrassa direkt wieder ab.
Zu den Mannschaftskadern siehe Mannschaftskader der Primera División (Schach) 1982.

## Modus
Die zehn teilnehmenden Mannschaften spielten ein einfaches Rundenturnier, die beiden Letzten stiegen ab und wurden durch die beiden Ersten der Segunda División ersetzt. Gespielt wurde an vier Brettern, über die Platzierung entschied zunächst die Anzahl der Brettpunkte (ein Punkt für einen Sieg, ein halber Punkt für ein Remis, kein Punkt für eine Niederlage), anschließend die Anzahl der Mannschaftspunkte (zwei Punkte für einen Sieg, ein Punkt für ein Unentschieden, kein Punkt für eine Niederlage).

## Termine und Spielort
Das Turnier wurde in Benidorm ausgetragen.

## Saisonverlauf
CE Vulcà Barcelona, UGA Barcelona und CA Peña Rey Ardid Bilbao lieferten sich einen Dreikampf um den Titel, den CE Vulcà Barcelona knapp für sich entschied. CA Michelin Valladolid stand vor der letzten Runde praktisch als Absteiger fest, während die Entscheidung über den zweiten Abstiegsplatz in der Schlussrunde gegen CE Terrassa fiel.

## Abschlusstabelle
| Pl. | Verein                          | Sp | G | U | V | Brett-P.  | Mannsch.-P. |
| --- | ------------------------------- | -- | - | - | - | --------- | ----------- |
| 01. | CE Vulcà Barcelona (M)          | 9  | 6 | 3 | 0 | 24,5:11,5 | 15:3        |
| 02. | UGA Barcelona                   | 9  | 7 | 2 | 0 | 24,0:12,0 | 16:2        |
| 03. | CA Peña Rey Ardid Bilbao        | 9  | 6 | 1 | 2 | 23,5:12,5 | 13:5        |
| 04. | CA Nifsa Las Palmas (N)         | 9  | 4 | 3 | 2 | 19,5:16,5 | 10:8        |
| 05. | Círculo Mercantil Sevilla       | 9  | 2 | 5 | 2 | 18,0:18,0 | 9:9         |
| 06. | CE Olot                         | 9  | 2 | 2 | 5 | 16,0:20,0 | 6:12        |
| 07. | Círculo Mercantil San Sebastián | 9  | 2 | 2 | 5 | 16,0:20,0 | 6:12        |
| 08. | CA Gambito Valencia             | 9  | 3 | 1 | 5 | 14,5:21,5 | 7:11        |
| 09. | CE Terrassa                     | 9  | 2 | 2 | 5 | 13,5:22,5 | 6:12        |
| 10. | CA Michelin Valladolid (N)      | 9  | 0 | 1 | 8 | 10,5:25,5 | 1:17        |

### Entscheidungen
|     | spanischer Mannschaftsmeister: CE Vulcà Barcelona                      |
|     | Absteiger in die Segunda División: CE Terrassa, CA Michelin Valladolid |
| (M) | Titelverteidiger                                                       |
| (N) | Vorjahresaufsteiger                                                    |

### Kreuztabelle
| Ergebnisse | Ergebnisse                      | 01. | 02. | 03. | 04. | 05. | 06. | 07. | 08. | 09. | 10. |
| ---------- | ------------------------------- | --- | --- | --- | --- | --- | --- | --- | --- | --- | --- |
| 01.        | CE Vulcà Barcelona              |     | 2   | 2½  | 3   | 2   | 3½  | 3   | 3½  | 3   | 2   |
| 02.        | UGA Barcelona                   | 2   |     | 2½  | 3½  | 2½  | 2½  | 3½  | 3   | 2   | 2½  |
| 03.        | CA Peña Rey Ardid Bilbao        | 1½  | 1½  |     | 2   | 2½  | 3½  | 3   | 3   | 3   | 3½  |
| 04.        | CA Nifsa Las Palmas             | 1   | ½   | 2   |     | 2   | 2½  | 2½  | 2   | 4   | 3   |
| 05.        | Círculo Mercantil Sevilla       | 2   | 1½  | 1½  | 2   |     | 2   | 2   | 2½  | 2   | 2½  |
| 06.        | CE Olot                         | ½   | 1½  | ½   | 1½  | 2   |     | 2   | 3½  | 1½  | 3   |
| 07.        | Círculo Mercantil San Sebastián | 1   | ½   | 1   | 1½  | 2   | 2   |     | 1   | 4   | 3   |
| 08.        | CA Gambito Valencia             | ½   | 1   | 1   | 2   | 1½  | ½   | 3   |     | 2½  | 2½  |
| 09.        | CE Terrassa                     | 1   | 2   | 1   | 0   | 2   | 2½  | 0   | 1½  |     | 3½  |
| 10.        | CA Michelin Valladolid          | 2   | 1½  | ½   | 1   | 1½  | 1   | 1   | 1½  | ½   |     |

## Die Meistermannschaft
| 1.            | CE Vulcà Barcelona                                                                                  |
| Schachfiguren | Orestes Rodríguez Vargas, Juan Manuel Bellón López, Ángel Martín González, Víctor Manuel Vehí Bach. |